# Fontaine-labyrinthe
La fontaine-labyrinthe est une fontaine située place des Fêtes dans le 19e arrondissement de Paris.

## Création
La fontaine-labyrinthe est une création de l'artiste Marta Pan, inaugurée en 1986. Elle est issue d'un concours organisé en 1980 pour créer de nouvelles fontaines dans Paris, auquel ont également participé Alicia Penalba et Alberto Guzmán. L'eau y ruisselait au sol, dans les couloirs d'un labyrinthe, représentant de manière stylisée les ruisseaux naturels. 
L'artiste franco-hongroise a décrit sa fontaine-labyrinthe dans les termes suivants : 

« La fontaine est composée de cinq bassins excentriques prolongeant les emmarchements avec une faible dénivellation. Elle forme une sorte de labyrinthe. Au lieu de faire un mouvement vertical - chute ou jet d’eau - l’eau sous pression forme des courants. La direction des courants est inversée de bassin en bassin ce qui augmente visuellement leur rapidité. L’eau se déverse d’un bassin dans l’autre pour s’écouler enfin dans le bassin central […]. Le fond sera irrégulier pour augmenter le mouvement de l’eau dans le sens de ce qu’on peut observer dans la nature. »

Ce n'est pas la première fontaine réalisée par Martan Pan à Paris : elle avait déjà créé en 1982 un « patio fontaine » au 26, avenue des Champs-Élysées, fontaine menacée d'être détruite selon la fondation Marta Pan-André Wogenscky en 2017,. En France, elle a aussi réalisé des fontaines, baptisées « les lacs », rue de Siam, à Brest. 

## Postérité
En 2012, une enquête menée par le conseil de quartier de la place des Fêtes invite le voisinage à s'exprimer sur les quatre pièces d'art de la place : portique, pyramide, ombrière et fontaine-labyrinthe.
Parmi les 937 répondants, 43 % déclarent apprécier cette dernière, 35 % pensent qu’elle s'intègre bien sur la place, mais 69 % jugent qu’elle manque d’entretien. D'ailleurs, la fontaine-labyrinthe est hors d'eau au moins depuis 2015 et le magazine Télérama estime que l'œuvre constitue « une invitation à s’asseoir et se transforme ainsi en amphithéâtre à 360° ».
En août 2017, le magazine en ligne La Tribune de l'art, la mentionnant dans une enquête sur les fontaines parisiennes, constate que l'eau n'y a pas été rétablie.
Dans le cadre d'un projet de réaménagement de la place des Fêtes, esquissé en 2017 et prévu pour 2019, la fontaine doit être « réparée et complétée par un brumisateur », tandis qu'une œuvre d'art de la place, l'Obélisque de la place des Fêtes serait « détruite ». 

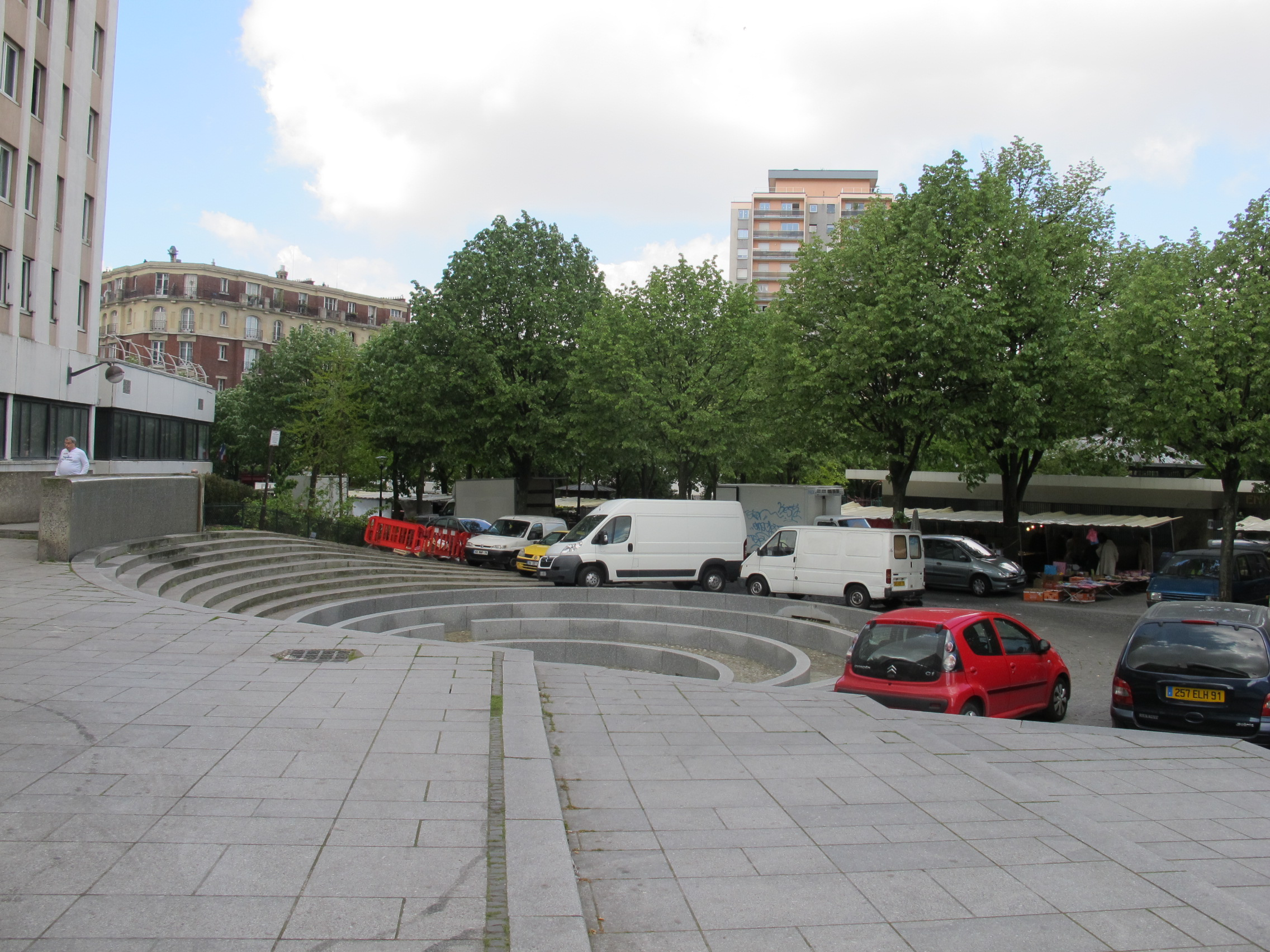
La fontaine-labyrinthe en 2014.